# Contarinia cardariae
Contarinia cardariae är en tvåvingeart som beskrevs av Fedotova 1994. Contarinia cardariae ingår i släktet Contarinia och familjen gallmyggor.
Artens utbredningsområde är Kazakstan. Inga underarter finns listade i Catalogue of Life.